# Achtervleugel

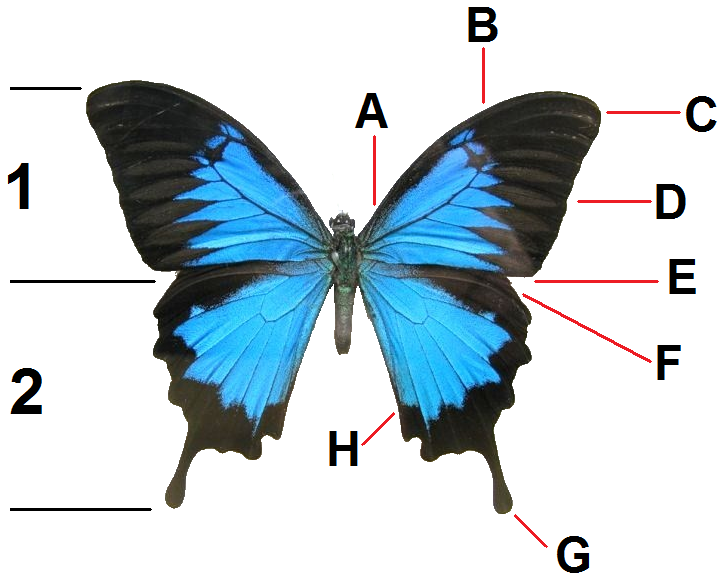
Achtervleugel (2) van een vlinder.

De achtervleugel is een term die in de biologie gebruikt wordt voor de twee achterste van de vier vleugels van een insect. De achtervleugel is aan het lichaam gehecht aan de metathorax, het achterste deel van het borststuk.
Veel insecten, zoals gaasvliegen, libellen, vliesvleugeligen, cicaden en vlinders, hebben zowel voor- als achtervleugels om mee te vliegen. Andere insecten zoals kevers vliegen alleen met de achtervleugels, de voorvleugels op het tweede segment zijn verhard en dienen in rust ter bescherming van de achtervleugels.
Bij de tweevleugeligen (vliegen en muggen) zijn de achtervleugels gereduceerd tot stompjes (halters) waarvan wordt aangenomen dat ze een stabilisatiefunctie hebben, vergelijkbaar met een gyroscoop.

## Luchtvaart
In de luchtvaart wordt de term achtervleugel gebruikt voor een van de vleugels van een vliegtuig, in deze betekenis wordt de achtervleugel wel aangeduid met stabilo.